# Elcan Hacıyev
Elcan Hacıyev (también escrito como Eljan Hajiyev; Bakú, 29 de abril de 2002) es un deportista azerbaiyano que compite en judo.
Ganó una medalla de bronce en el Campeonato Mundial de Judo de 2025 y una medalla de oro en el Campeonato Europeo de Judo de 2024, ambas en la categoría de –90 kg.

## Palmarés internacional
| Campeonato Mundial | Campeonato Mundial | Campeonato Mundial | Campeonato Mundial |
| Año                | Lugar              | Medalla            | Categoría          |
| ------------------ | ------------------ | ------------------ | ------------------ |
| 2025               | Budapest (Hungría) | Medalla de bronce  | –90 kg             |
| Campeonato Europeo |                    |                    |                    |
| Año                | Lugar              | Medalla            | Categoría          |
| 2024               | Zagreb (Croacia)   | Medalla de oro     | –90 kg             |